# (I Wanna Give You) Devotion (Remixes)
Az (I Wanna Give You) Devotion Remixes a Nomad együttes 1990-ben megjelent dalának 1995-ös remixe, mely albumra nem került fel.

## Megjelenések
12"  Franciaország Airplay Records – 577 805-1
- A	(I Wanna Give You) Devotion (Bump Full House Mix) 9:15 Remix – Bump On Behalf
- B1	(I Wanna Give You) Devotion (Soul Mix) (Scratch Effect is Deliberate) 4:56 Remix – Damon Rochefort, Steve McCutcheon
- B2	(I Wanna Give You) Devotion (Original Club Mix) 6:45

## Slágerlista
| Slágerlista (1995)      | Legjobb helyezés |
| ----------------------- | ---------------- |
| UK (Brit kislemezlista) | 42               |